# Anka Emil
Anka Emil (Gyula, 1969. január 20. –) magyar sakkozó, nemzetközi nagymester, nemzetközi versenybíró, sakkedző, sakkszakíró.
2004 óta nemzetközi versenybíró. 2010. július óta nem játszott a Nemzetközi Sakkszövetség (FIDE) által nyilvántartott mérkőzést. Amerikában él, sakkedzőként dolgozik.

## Élete és sakkpályafutása
Perényi Béla fiatalon elhunyt nemzetközi mester tanítványa volt. Mestere halála után Anka Emil Perényi-emlékversenyeket szervezett 1992-ben, 1993-ban, 1997-ben, 1998-ban és 2000-ben.
1987-ben megnyerte a 20 éven aluliak országos bajnokságát. 1990-ben szerezte meg a nemzetközi mester, 2001-ben a nemzetközi nagymester címet. A nagymesteri normát 1998-ban a Vienna Openen, majd 2000-ben és 2001-ben az Elekes-emlékversenyen másodszor és harmadszor is teljesítette.
Első helyen végzett 1996-ban Budapesten a First Saturday (FS08 IM) versenyen, 1997-ben holtversenyben a 3. helyet szerezte meg az Eger Openen. 1999-ben holtversenyben első lett a Bischwiller-A versenyen, és holtversenyes 3. helyet ért el az Elekes-emlékversenyen.
2000-ben Valjevóban a 3. helyen végzett, majd Gyulán megnyerte az Erkel-emlékversenyt, és az Elekes-emlékversenyen ismét teljesítette a nagymesteri normát, amely versenyt 2001-ben megnyerte. 2002-ben első helyezést ért el a Trinec Openen, és harmadik lett az Elekes-emlékversenyen. 2003-ban megnyerte a Schneider-emlékversenyt.
2004-ben holtversenyes első helyet szerzett az Arthur Dake emlékversenyen és a Paks Kupa nagymesterversenyen.
2004 után már csak kisebb versenyeken és a csapatbajnokságokon mérkőzött, több nagy versenyen versenybíróként működött közre, és inkább edzőként folytatta pályafutását. 2010. júliusa óta néhány helyi amerikai versenyen indult, amelyek a FIDE nyilvántartásában nem jelentek meg. A FIDE által rögzített utolsó Élő-pontszáma 2382. A legmagasabb értékszáma 2487 pont volt, amelyet 1999 júliusában ért el. Az Amerikai Sakkszövetség nyilvántartásában „Life Master” minősítéssel rendelkezik.

## Edzői működése
2007-től Rapport Richárd edzője volt, és ilyen minőségében hozzájárult ahhoz, hogy a fiatal játékos 14 éves kora előtt nagymesteri címet szerzett.
2010-ben Amerikába, a Washington állambeli Bellevue-be költözött, hogy segítse az ifjúsági sakkozás fejlődését az USA északnyugati régiójában.

## Megjelent művei
- New in Chess Yearbook 97., 2011. (szerzőtársak: Genna Sosonko (szerkesztő) és Zaven Andriasian), ISBN 9789056913366

Cikkeinek listája a New in Chess honlapján.

## Emlékezetes játszmái
|    | |    |    |    |    |    |    |
|    | \| \| \| \| \| \| \| \| \| \| \| \| \| \| \| \| \| \| \| \| \| \| \| \| \| \| \| \| \| \| \| \| \| \| \| \| \| \| \| \| \| \| \| \| \| \| \| \| \| \| \| \| \| \| \| \| \| \| \| \| \| \| \| \| \| \| \| \| \| \| \| \| |    |    |    |    |    |    |
|    | |    |    |    |    |    |    |
| a8 | b8 | c8 | d8 | e8 | f8 | g8 | h8 |
| a7 | b7 | c7 | d7 | e7 | f7 | g7 | h7 |
| a6 | b6 | c6 | d6 | e6 | f6 | g6 | h6 |
| a5 | b5 | c5 | d5 | e5 | f5 | g5 | h5 |
| a4 | b4 | c4 | d4 | e4 | f4 | g4 | h4 |
| a3 | b3 | c3 | d3 | e3 | f3 | g3 | h3 |
| a2 | b2 | c2 | d2 | e2 | f2 | g2 | h2 |
| a1 | b1 | c1 | d1 | e1 | f1 | g1 | h1 |

| a8 | b8 | c8 | d8 | e8 | f8 | g8 | h8 |
| a7 | b7 | c7 | d7 | e7 | f7 | g7 | h7 |
| a6 | b6 | c6 | d6 | e6 | f6 | g6 | h6 |
| a5 | b5 | c5 | d5 | e5 | f5 | g5 | h5 |
| a4 | b4 | c4 | d4 | e4 | f4 | g4 | h4 |
| a3 | b3 | c3 | d3 | e3 | f3 | g3 | h3 |
| a2 | b2 | c2 | d2 | e2 | f2 | g2 | h2 |
| a1 | b1 | c1 | d1 | e1 | f1 | g1 | h1 |

Anka Emil – Timothy Taylor, Budapest, 2003. Philidor-védelem, Larsen-változat (ECO C41)
1. e4 e5 2. Hf3 d6 3. d4 exd4 4. Hxd4 g6 5. Hc3 Fg7 6. Fe3 Hf6 7. Vd2 O-O 8. O-O-O Be8 9. f3 Hc6 10. g4 He5 11. Fe2 a6 12. Fh6 Fh8 13. h4 b5 14. h5 b4 15. Hd5 c5 (diagram) 16. Hf5 Hxd5 17. Vxd5 Fe6 18. Vxd6 Vf6 19. g5 Hd3+ 20. Kd2 Vd8 21. hxg6 fxg6 22. Fxd3 gxf5 23. Vxd8 Baxd8 24. Kc1 c4 25. exf5 cxd3 26. fxe6 Bxe6 27. Bd2 Bc6 28. Kb1 Bcd6 29. Bxd3 Bxd3 30. cxd3 Bxd3 31. Bc1 Kf7 32. Bc8 Fd4 33. Kc2 1-0
Anka Emil (2390) - Patrick Janotta, szicíliai védelem, scheveningeni változat, Keres-támadás (ECO B81), Metz, 1994
1. e4 c5 2. Hf3 e6 3. d4 cxd4 4. Hxd4 Hf6 5. Hc3 d6 6. g4 Hc6 7. g5 Hd7 8. Fe3 Fe7 9. h4 a6 10. Vh5 g6 11. Ve2 Vc7 12. O-O-O b5 13. f4 b4 14. Hd5 exd5 15. Hxc6 Vxc6 16. exd5 Vc7 17. Fd4 O-O 18. Vxe7 b3 19. axb3 Va5 20. Fc4 Hc5 21. Kb1 f6 22. gxf6 Ff5 1-0
Anka Emil - Jiri Lechtynsky, Pir-védelem (ECO B07), Landesliga, 1995.
1. e4 d6 2. d4 Hf6 3. Hc3 g6 4. Fe3 c6 5. Vd2 b5 6. f3 a6 7. a4 b4 8. Hd1 a5 9. Fh6 Fxh6 10. Vxh6 Hbd7 11. He3 Vb6 12. Bd1 Fa6 13. Fxa6 Vxa6 14. He2 b3 15. cxb3 Bb8 16. Hc1 c5 17. Kf2 cxd4 18. Bxd4 Hc5 19. Bhd1 Va7 20. Kf1 He6 21. B4d3 Hg8 22. Vh4 Hf6 23. Hd5 Hxd5 24. exd5 Bb4 25. Vh3 Hd8 26. Vh6 Hb7 27. Ha2 Bb6 28. Vg7 Bf8 29. Be3 Hc5 30. Hc3 Bxb3 31. Hb5 Vb8 32. Bxb3 Hxb3 33. Vc3 Hc5 34. Vxa5 Kd7 35. Vb4 Va8 36. b3 f5 37. Vc4 Va6 38. Be1 f4 39. b4 Vxa4 40. Ve2 He4 41. Hc3 Vxb4 42. Hxe4 Bb8 43. Hf6+ Kc8 44. Ve6+ 1–0